# Sơn Đông (tàu sân bay Trung Quốc)
Tàu sân bay lớp 002 là một tàu sân bay được hạ thủy vào năm 2017 để phục vụ Quân Giải phóng Nhân dân của Trung Quốc. Đây là tàu sân bay thứ hai của nước này, và là chiếc tàu đầu tiên được chế tạo trong nước. Ban đầu, quân đội Trung Quốc không chính thức xác nhận việc chỉ định tàu sân bay Sơn Đông trước khi được đưa vào vận hành. Điều này khiến các nhà quan sát tin rằng nó sẽ được chỉ định là "Loại 001A" và tàu sân bay thứ ba của Trung Quốc sẽ được chỉ định là "Loại 002". Tuy nhiên, khi đưa Sơn Đông vào loại 002, các nhà quan sát hiện tin rằng lớp tàu sân bay thứ ba của Trung Quốc sẽ được chỉ định là Loại 003 thay thế. Do tính chất bí mật của chương trình hàng không mẫu hạm của Trung Quốc, thông tin liên quan đến việc đặt tên và chỉ định chính thức của các hãng sẽ không được tiết lộ cho đến khi đưa vào vận hành.

## Đóng tàu
Tàu sân bay này được Tổng công ty Công nghiệp Tàu thủy Trung Quốc đóng tại Đại Liên. Theo hãng thông tấn nhà nước Tân Hoa Xã, công việc ban đầu đối với chiếc tàu này bắt đầu vào tháng 11 năm 2013, và việc xây dựng thân tàu của nó trong một ụ khô bãi bắt đầu vào tháng 3 năm 2015. Chính phủ đã không công khai xác nhận sự tồn tại của tàu cho đến khi xây dựng được tiến hành. Hình ảnh vệ tinh cho ngành công nghiệp quốc phòng cho thấy giai đoạn đầu của việc đóng thân tàu vào tháng 3 năm 2015, tiếp theo tháng sau đó bằng hình ảnh của một thân tàu có đặc điểm quân sự tại nhà máy đóng tàu Đại Liên đã được công bố trên Internet. Vào tháng 10 năm 2015, những dấu hiệu rõ ràng đầu tiên về vai trò của tàu xuất hiện khi xây dựng một hangar dock bắt đầu trên thân tàu. Vào tháng 12 năm 2015, phát ngôn viên Bộ Quốc phòng Trung Quốc xác nhận rằng con tàu là một tàu sân bay, nói rằng "công việc thiết kế và xây dựng đang được tiến hành." 
Thân tàu đã hoàn thành vào tháng 5 năm 2016, khi đoạn đường cất cánh cất cánh trượt tuyết được hoàn thành. Cấu trúc đảo của tàu được chế tạo thành hai phần: nửa đầu nửa phía trước, có cầu và cột chính, được lắp vào tháng Chín, trong khi nửa sau, với ống khói và không khí, được lắp đặt trong những tuần tiếp theo. Đến cuối năm, con tàu đã được cấu trúc hoàn chỉnh về cơ cấu.
Tàu sân bay này đã được hạ thủy vào ngày 25 tháng 4 năm 2017. Tàu sẽ trải qua các thử nghiệm trên biển và trang bị thiết bị trong nhiều năm trước khi nó được đưa vào hoạt động vào khoảng năm 2020. Tên này không được tiết lộ trong buổi lễ ra mắt, mặc dù những bản tin trước đó nói rằng nó sẽ là Sơn Đông. Trong khi người tiền nhiệm Liêu Ninh của nó đã được sử dụng rộng rãi như một tàu đào tạo từ khi bắt đầu hoạt động vào năm 2012, tàu sân bay 002 dự kiến sẽ được sử dụng trong các dịch vụ vận hành quân sự thông thường  khi đối mặt với hoạt động gia tăng của Trung Quốc tại Biển Đông và chương trình hạt nhân của Bắc Triều Tiên đầy tham vọng.

## Thiết kế

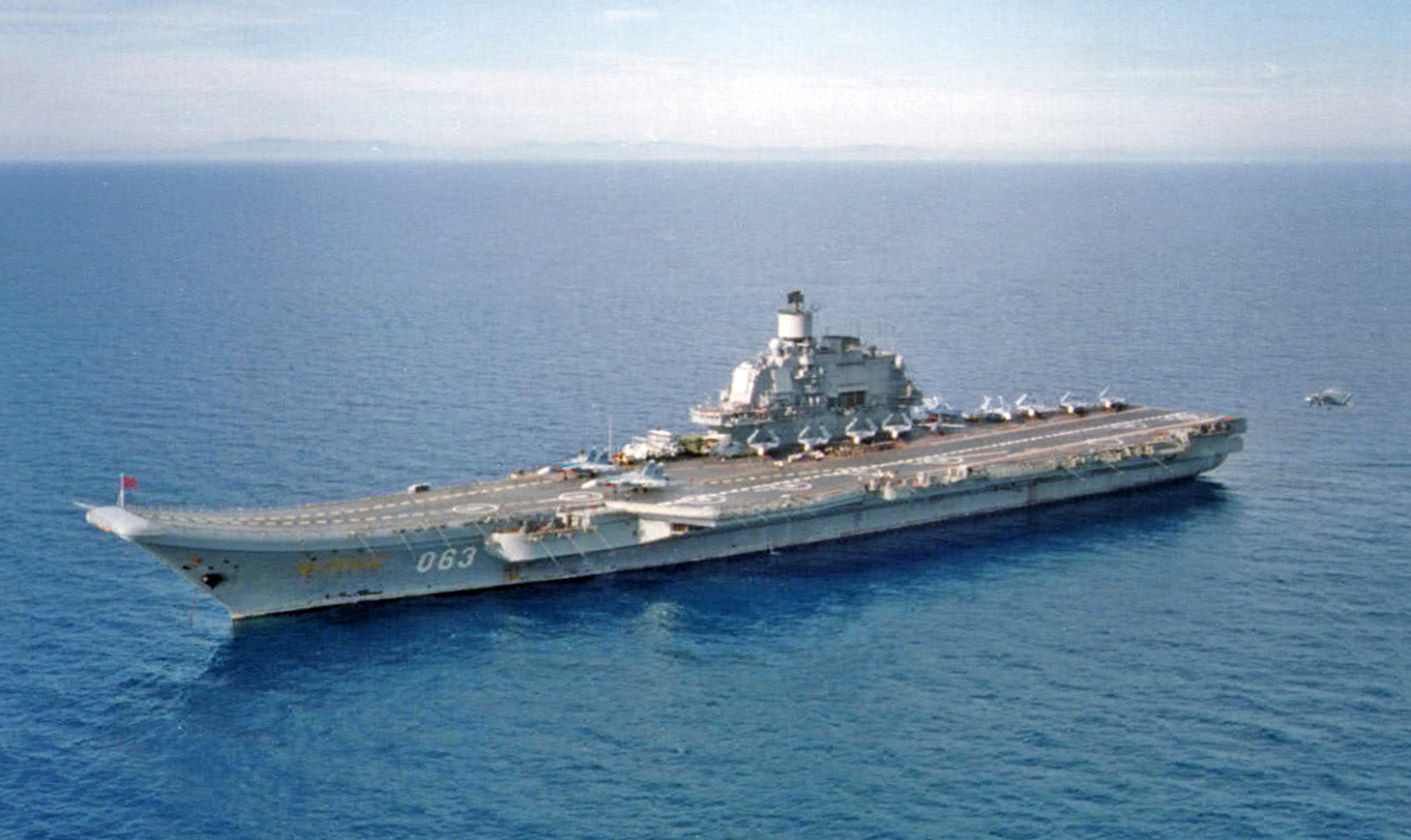
Tàu sân bay lớp Kuznetsov

Con tàu này chủ yếu dựa vào tàu lớp Kuznetsov của Liên Xô, vì tàu sân bay đầu tiên của Trung Quốc là Liêu Ninh được chế tạo từ một tàu lớp Kuznetsov chưa hoàn chỉnh. Nó được cải tiến và nâng cấp một chút so với Liêu Ninh, với radar cải tiến và tăng khả năng lưu trữ cho đạn dược và nhiên liệu, cho phép nó mang theo nhiều máy bay hơn so với Liêu Ninh (ước tính khoảng từ 30 đến 40 máy bay phản lực và trực thăng)  Nó có chiều dài khoảng 300 mét (1.000 ft), với một sự dịch chuyển khoảng 50.000 tấn (70.000 tải). Con tàu này được cho là được cung cấp năng lượng bởi nồi hơi đốt dầu thông thường để chạy các tua bin hơi. Nó vẫn giữ được bước nhảy trượt tuyết, làm hạn chế cánh không khí của nó trực thăng và máy bay chiến đấu Shenyang J-15; Các chuyến bay trong tương lai của các hãng hàng không Trung Quốc được lên kế hoạch sử dụng máy phóng cho phép đưa ra máy bay nặng hơn.